# عبد الله بن فيروز
عبد الله بن محمد بن عبد الله آل فيروز التميمي الأحسائي أو أبو محمد الكفيف (1 أبريل 1694م - 25 يناير 1762م / 6 شعبان 1105 هـ - 1 رجب 1175 هـ) فقيه حنبلي ومدرس ديني نجدي من أهل القرن الثاني عشر الهجري/ الثامن عشر الميلادي. ولد في المبرز الأحساء في عائلة معروفة وشقيقه هو الفقيه عبد الوهاب. أخذ عن علماء عصره في نجد والأحساء منهم والده وفوزان بن نصر الله وخاله عبد الوهاب بن سليمان بن علي وعبد الوهاب بن عبد الله النجدي وغيرهم. ثم قرأ على عبد الوهاب بن عبد الله بن مشرف، وأجازه أن يفتي ويُدرِّس في الفقه وأصوله. زاره محمد بن عبد الوهاب أثناء رحلته قبل بداية دعوته، في بيته بمحلة مشرفة بالمبرز وتعرف عليه، وهو ابن عمته. وقد برز في الفقه الحنبلي وأصول الدين وغيرها من العلوم الشرعية، وأفتى وأجاب على أسئلة عديدة. كان له اهتمام بالتعليق على كتب المذهب الحنبلي. اشتغل بالتدريس، وأخذ عن كثيرون. توفي في مسقط رأسه.

## نسبه وأسرته
هو عبد الله بن محمد بن عبد الله بن فيروز بن محمد بن سام بن عقبة بن ريس بن زاخر بن محمد بن علوي بن وهيب الوهيبي التميمي النجدي الأحسائي. أصل أسرته من أشيقر من الوشم، فانتقلوا إلى الأحساء. شقيقه هو الفقيه عبد الوهاب، (29 يناير 1759 - 9 مايو 1791) (1 جمادى الآخرة 1172 - 7 رمضان 1205). 

## سيرته
ولد عبد الله بن فيروز في اليوم 6 شعبان 1105/ 1 أبريل 1694 في الأحساء في عائلة مهتمة بالتعليم. أخذ عن علماء عصره في نجد والأحساء منهم والده، الذي توفي 1135 هـ، وفوزان بن نصر الله بن مشعاب، وخاله عبد الوهاب بن سليمان بن علي وعبد الوهاب بن عبد الله النجدي وغيرهم. ثم قرأ على عبد الوهاب بن عبد الله بن مشرف، وأجازه أن يفتي ويُدرِّس في الفقه وأصوله.

لما قدم محمد بن عبد الوهاب إلى الأحساء أثناء رحتله قبل بداية دعوته، اجتمع به عبد الله بن فيروز في بيته بمحلة مشرفة بالمبرز وتعرف عليه، وهو ابن عمته. واطلع عنده على جملة من كتب بن تيمية وابن القيم. 

برز عبد الله بن فيروز في الفقه الحنبلي وأصول الدين وغيرها من العلوم الشرعية، وأفتى وأجاب على أسئلة عديدة. اشتغل بالتدريس، وأخذ عن كثيرون منهم ابنه محمد، وحجي بن مزيد بن حميدان، وعبد المحسن بن علي بن شارخ، و إبراهيم بن أحمد بن إبراهيم بن يوسف.

توفي ابن فيروز بالأحساء فجر اليوم 1 رجب 1175/ 25 يناير 1762 ودفن بها. 